# Castillo de Ojén
El castillo de Ojén, también llamado castillo de Solís, es un castillo en ruinas situado en la localidad malagueña de Ojén, España. Cuenta con la protección de la Declaración genérica del Decreto de 22 de abril de 1949, y la Ley 16/1985 sobre el Patrimonio Histórico Español.
Situado en un cerro que domina el pueblo, los restos están muy deteriorados aunque se conservan algunos muros en pie. El del lado norte tiene en su ángulo una torre con estancia interna. Las excavaciones arqueológicas llevas a cabo revelaron una planta pentagonal, siguiendo la topografía del terreno. Los flancos sur y oeste presentan caras verticales de unos 40 metros de altura.
El castillo jugó un papel importante en la rebelión de los moriscos de 1569. Ojén quedó totalmente desolado hasta que Fernando de Solís reconstruyó el castillo.